# Romani ite domum

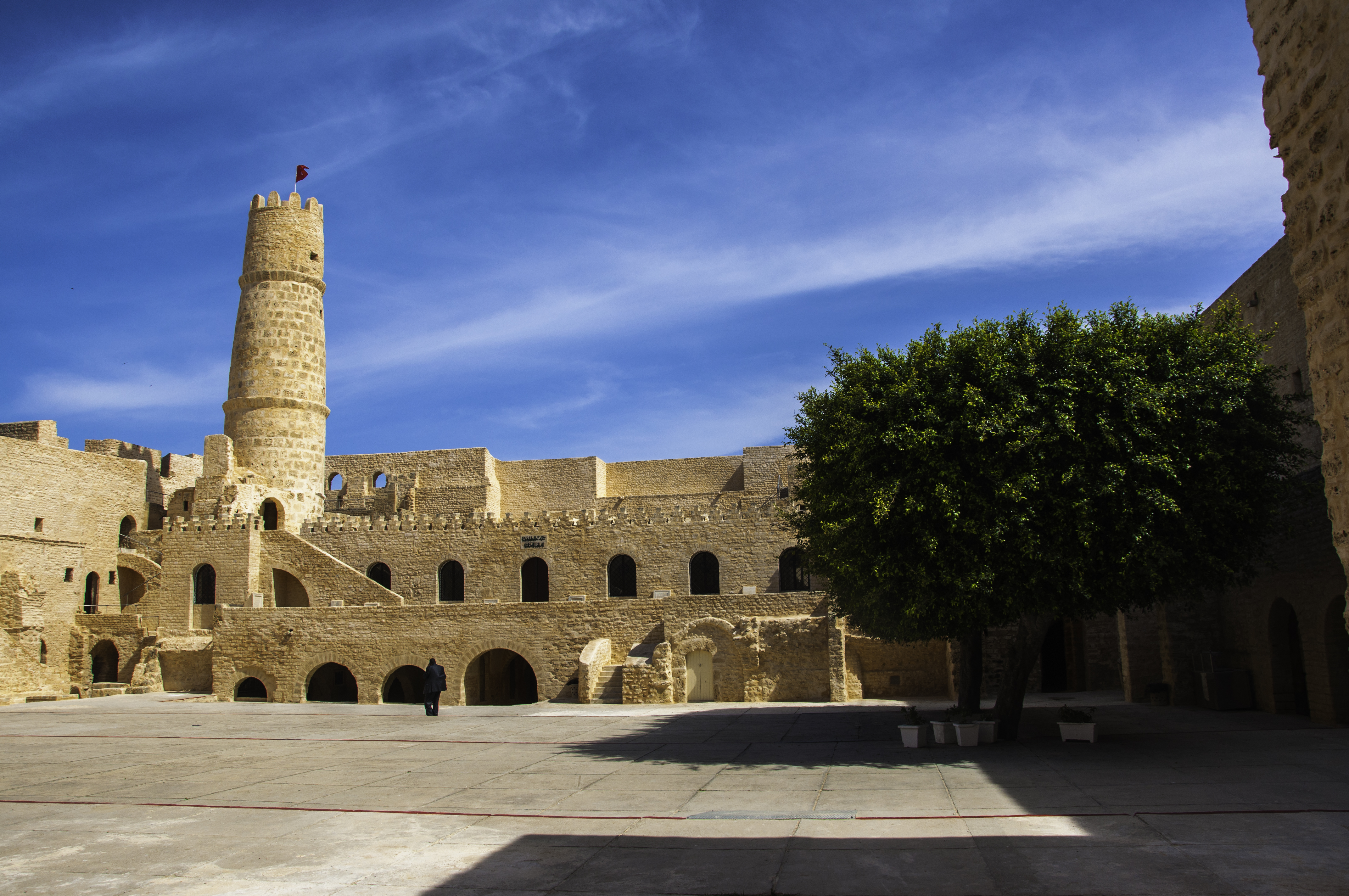
Scena Romani ite domum rozgrywa się w Jerozolimie, pod murem Pałacu Namiestników. W filmie zagrała go scenografia Lew Grade’a do wcześniejszego o dwa lata miniserialu Jezus z Nazaretu Franco Zeffirellego wybudowana na terenie dziedzińca ribatu w Monastirze w Tunezji.

Romani ite domum („Rzymianie do domu”, dosłownie „Rzymianie idźcie do domu”) – łacińskie graffiti odgrywające kluczową rolę w jednej ze scen filmu Żywot Briana grupy Monty Python. Od pierwotnej, błędnej wersji inskrypcji scena ta jest znana również jako Romanes eunt domus.
W scenie tej Brian Cohen, główny bohater filmu, maluje na murze wywrotowe hasło, jednak zostaje złapany przez przechodzącego obok centuriona. Ten, zamiast aresztować Briana, zmusza go do poprawienia napisanego z błędami sloganu, a następnie do napisania go sto razy, by utrwalił sobie znajomość łacińskich deklinacji i koniugacji.
Skecz stanowiący podstawę sceny pojawił się w filmie z 1979 roku, a w 2001 został opublikowany w wydaniu książkowym scenariusza.

## Treść sceny i zawarty w niej komizm
W scenie występują John Cleese w roli rzymskiego centuriona oraz Graham Chapman jako Brian Cohen, aspirujący członek organizacji Ludowy Front Wyzwolenia Judei. By dowieść, że jest dość odważny by dołączyć do organizacji, Brian ma pod osłoną nocy nabazgrać antyrzymski napis na murze pałacu rzymskiego namiestnika Poncjusza Piłata w Jeruzalem. Łamaną łaciną pisze słowa „Romanes eunt domus” mające w jego mniemaniu znaczyć „Rzymianie, wracajcie skąd przyszliście”, lecz natychmiast zostaje złapany przez przechodzącego centuriona. Brian spodziewa się, że zostanie na miejscu zabity lub przynajmniej aresztowany, jednak grany przez Cleese’a centurion przypomina wybuchowego nauczyciela łaciny raczej niż złego policjanta, i koncentruje się na formie komunikatu, a nie przekazywanej przezeń wywrotowej treści. Ciągnąc Briana za uszy, grożąc mu mieczem i naprowadzając go na właściwe odpowiedzi zmusza go do poprawienia błędów w gramatyce łacińskiej.

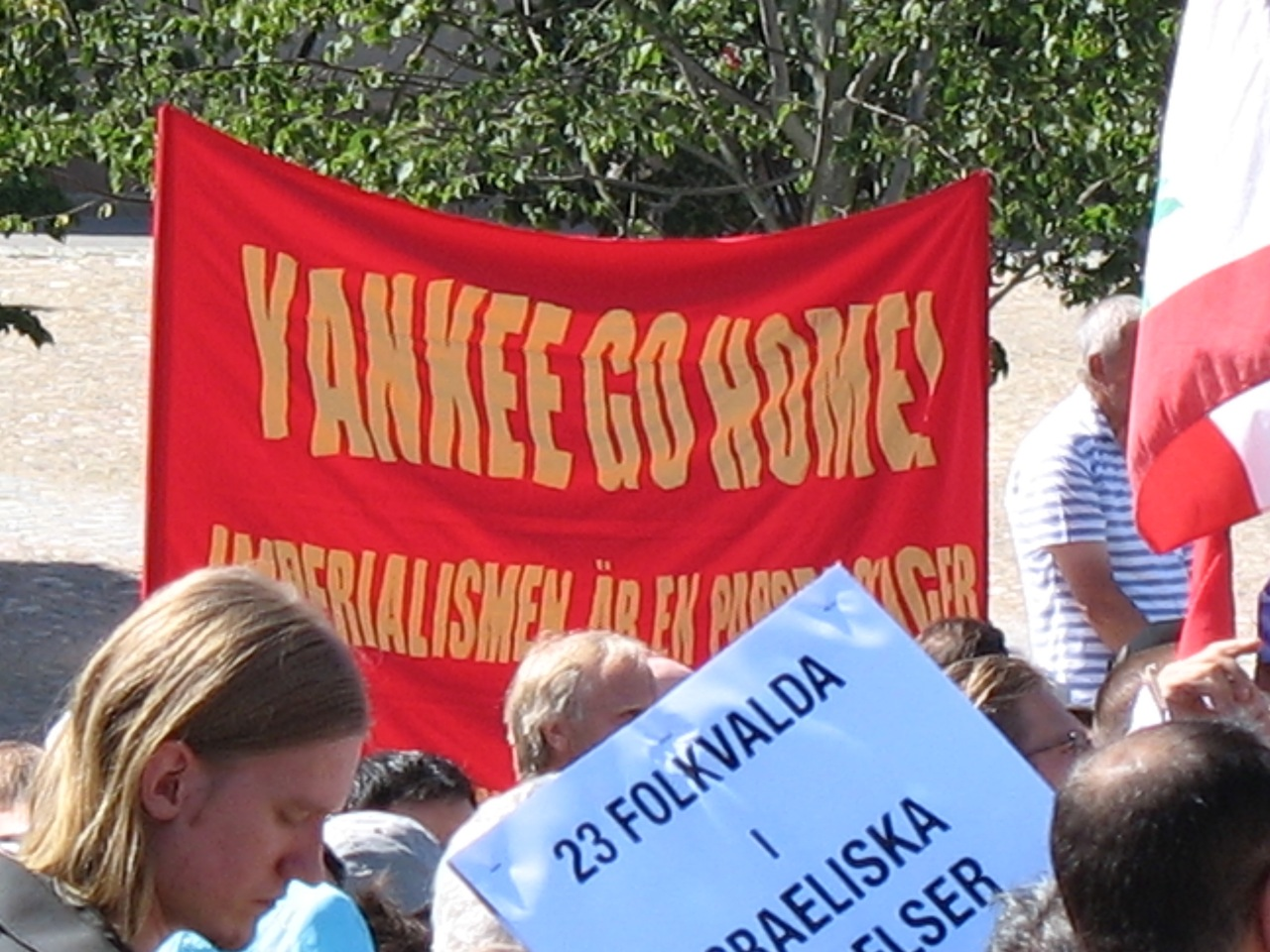
Filmowy napis na murze został zainspirowany autentycznym hasłem „Jankesi do domu” wykorzystywanym przez wiele grup na całym świecie.

„Co to ma znaczyć? Romanes eunt domus? Ludzie Romanes idą dom?!” – piekli się centurion i zmusza Briana do przypomnienia sobie właściwych deklinacji i koniugacji łacińskich, słowo po słowie, jakby ten był opornym uczniem. Gdy z mozołem Brian odnajduje poprawną liczbę mnogą słowa Romanus, poprawnie odmienia czasownik ire, znajduje dla niego właściwą formę trybu rozkazującego, a dla rzeczownika domus przypomina sobie formę biernika, centurion wreszcie jest usatysfakcjonowany. „No, to teraz napisz to sto razy. Jak nie skończysz przed wschodem słońca, utnę ci jaja” – mówi do Briana i odchodzi. Ten faktycznie wypisuje poprawioną sentencję sto razy na murze pałacu i zostaje uznany za bohatera. W kolejnych scenach filmu w tle pojawiają się rzymscy żołnierze próbujący zamalować wywrotowy napis.
Komizm sytuacji potęguje gra aktorska Cleese’a, którego centurion, zamiast spodziewanego przez widzów tonu wojskowego służbisty, operuje tonem, gestykulacją i doborem środków leksykalnych typowych dla nauczyciela. Znaczenie ma także fakt, że grany przez Chapmana Brian instynktownie wchodzi w rolę karconego ucznia, zwraca się do centuriona z pełnym szacunkiem, podczas gdy ten mówi do niego „chłopcze”. W eseju The Church of England’s «Life of Python» – or 'What the Bishop Saw („Żywot Pytona” kościoła anglikańskiego, albo „Co też biskup widział”) na temat recepcji Żywota Briana przez hierarchów kościelnych i osoby wierzące Richard Burridge, profesor King’s College i członek Synodu Generalnego Kościoła Anglii zauważa, że humor zawarty w scenie z Romanes eunt domus był o wiele łatwiej zrozumiały w latach 70. XX wieku. Jego zdaniem duże znaczenie dla zrozumienia humoru sytuacyjnego zawartego w dialogu między centurionem a Brianem ma fakt, że w latach 70. o wiele większy odsetek Brytyjczyków uczył się łaciny w szkole, powszechniejsza była także znajomość historii antycznej.

## W kulturze i nauce

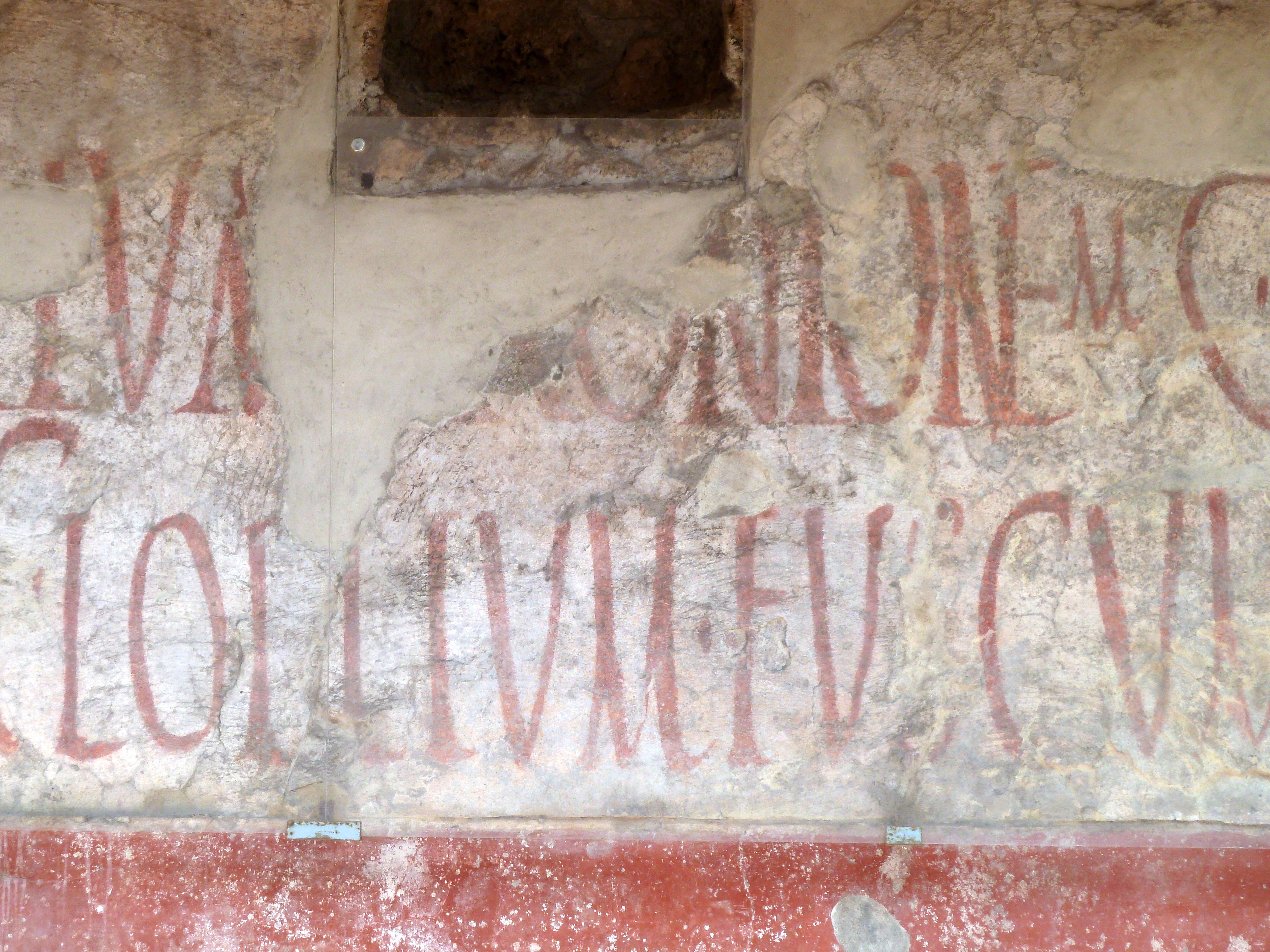
W filmie Brian pisze swoje hasło czerwoną farbą. W Pompejach znaleziono dziesiątki pisanych na czerwono haseł wyborczych wykonanych podobną techniką.

Zarówno sama treść graffito, jak i cała scena wymiany zdań pomiędzy Brianem a centurionem bywały wielokrotnie wykorzystywane w kulturze, a także w tekstach naukowych i jako slogan zachęcający do nauki łaciny. W czerwcu 2003 anonimowy wandal opatrzył słowami Romani ite domum cokół nowo wybudowanego pomnika cesarza Nerwy w Gloucester w Wielkiej Brytanii.
W zbiorze Cognitive Linguistics and Humor Research (Lingwistyka poznawcza a badania nad humorem) dialog pojawia się jako przykład typowego dyskursu między uczniem a nauczycielem, jego struktury i jako wzór właściwego prowadzenia przez nauczyciela pracy w klasie.
Z kolei w publikacji The Pragmatic Translator (Tłumacz pragmatyczny) traktującej o teorii przekładu, Massimiliano Morini używa włoskiego tłumaczenia sceny z Żywota Briana jako przykładu na problemy wynikające z różnic w rozumieniu tekstów humorystycznych w różnych kulturach, i wynikających z tego faktu trudnościach w przekładzie i dubbingu filmów.
Skecz bywa także wykorzystywany jako przykład w tekstach dotyczących historii antycznej, archeologii i epigrafiki. Przykładowo Peter Kruschwitz w tekście opublikowanym w zbiorze The Language of the Papyri (Język papirusów) wykorzystuje treść rozmowy Briana z centurionem do ukazania trudności, jakie nastręcza odczytywanie i interpretacja graffiti znajdowanych na ścianach Pompejów i Herkulanum, dwóch antycznych miast pogrzebanych przez wybuch Wezuwiusza w roku 79 n.e.